# Вилтон (Арканзас)
Вилтон (енгл. Wilton) град је у америчкој савезној држави Арканзас.

## Демографија
По попису из 2010. године број становника је 374, што је 65 (-14,8%) становника мање него 2000. године.
| Група             | 2000.       | 2010.       |
| Белци             | 256 (58,3%) | 235 (62,8%) |
| Афроамериканци    | 179 (40,8%) | 130 (34,8%) |
| Азијати           | 0 (0,0%)    | 0 (0,0%)    |
| Хиспаноамериканци | 0 (0,0%)    | 6 (1,6%)    |
| Укупно            | 439         | 374         |